# François Abraha
François Abraha (2 tháng 4 năm 1918 - 26 tháng 3 năm 2000) được Đức Giáo hoàng John XXIII bổ nhiệm vào năm 1961 với tư cách là Giám mục tự trị đầu tiên ở của Asmara, lúc đó là một phần của Giáo hội Công giáo Ethiopia (trước khi Eritrea tách khỏi Ethiopia). Ông tiếp tục tham dự các phiên họp của Công đồng Vatican II.
François Abraha được biết đến với sự cởi mở đại kết và hoạt động chống lại Derg ở Ethiopia. Ông nhiều lần phản đối sự can dự của Liên Xô vào cuộc đấu tranh giành độc lập của Mặt trận dân tộc Eritrea.